# Thomas Stanley (autor)
Thomas Stanley (1625 - 12 de abril de 1678) fue un escritor y traductor inglés. De familia aristocrática, y vinculado por su madre a la familia del poeta Richard Lovelace, Stanley es considerado una figura de transición en la literatura inglesa. Formado en la Universidad de Cambridge, donde obtuvo el grado de Master of Arts, casó pronto, viajó con frecuencia a la Europa continental, y dada su desahogada posición económica, ayudó a diversos poetas y escritores coetáneos. Fue poeta él mismo y traductor de autores como Girolamo Preti, Juan Pérez de Montalbán, o Anacreonte. Su poesía está influida en los antiguos, por Mosco de Siracusa o Ausonio, y en los modernos por Góngora, Johannes Secundus y Giambattista Marino. Es conocido más generalmente, sin embargo, por su obra The History of Philosophy, publicada en Londres en cuatro volúmenes, desde 1655 hasta 1662. Concebida como una serie de biografías, iniciada por la de Tales, fue altamente valorada como pieza literaria y de erudición sobre la filosofía de la Antigüedad, durante todo el siguiente siglo, haciéndose eco de ella, por ejemplo, en España el padre Benito Jerónimo Feijoo en sus Cartas eruditas y curiosas.

## Obras
- Poems (1647)

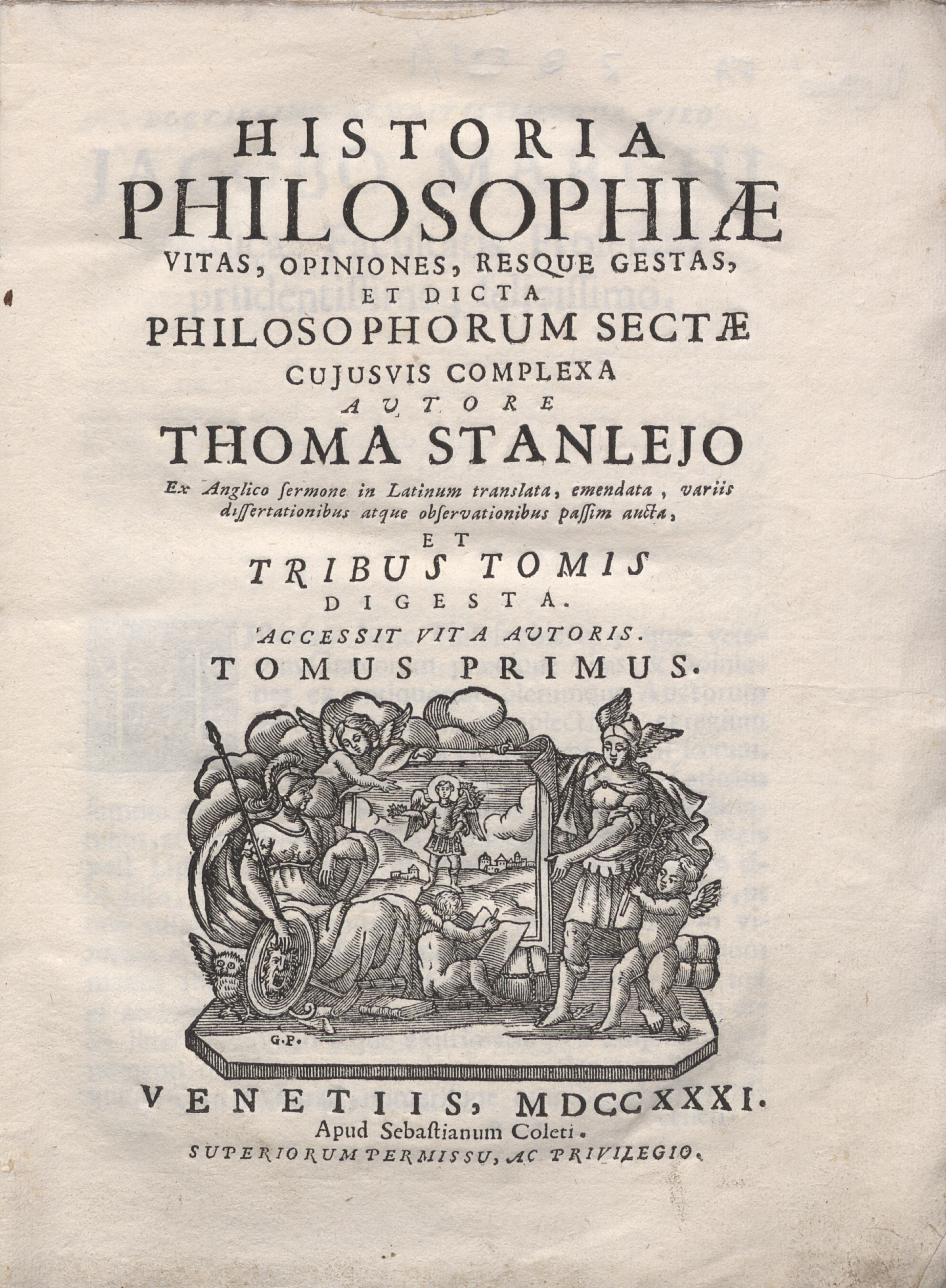
History of philosophy, 1731

- Aurora and the Prince, traducción del español, de Juan Pérez de Montalbán; y Oronta, the Cyprian Virgin, traducción del italiano de  Girolamo Preti (1647)[3]
- Europa, Cupid Crucified, Venus Vigils (1649)
- Anacreon; Bion; Moschus; Kisses by Secundus..., traducciones (1651)
- The History of Philosophy (Londres, Humphrey Moseley y Thomas Dring) en 1655, tres volúmenes, (1655, 1656, 1660); el cuarto fue publicado en 1662
- Poems (1814) editado por Samuel Egerton Brydges
- Anacreon (1883) traducción, editado por A. H. Bullen (bilingüe, con el original griego)